# Duplication du cube

Un cube de volume unitaire (gauche) et un cube de volume 2 (droite).
À partir de la figure de gauche, il est impossible de construire par les moyens géométriques traditionnels le cube de droite.

En mathématiques, la duplication du cube, ou problème de Délos, est un problème géométrique classique faisant partie des trois grands problèmes de l'Antiquité, avec la quadrature du cercle et la trisection de l'angle. Il consiste à construire à la règle et au compas un cube de volume double de celui d'un cube donné.
Il a été démontré que cette construction est impossible (théorème de Wantzel), en montrant que le nombre "racine cubique de 2", appelé constante de Délos, est non constructible.

## Origine
Le problème de Délos a son origine dans une légende rapportée entre autres par Ératosthène dans Le Platonicien et par Théon de Smyrne dans son ouvrage Exposition des connaissances mathématiques utiles pour la lecture de Platon,,. Les Déliens, victimes d'une épidémie de peste, demandèrent à l'oracle de Delphes comment faire cesser cette épidémie. La réponse de l'oracle fut qu'il fallait doubler l'autel consacré à Apollon, autel dont la forme était un cube parfait. Les architectes allèrent trouver Platon pour savoir comment faire. Ce dernier leur répondit que le dieu n'avait certainement pas besoin d'un autel double, mais qu'il leur faisait reproche, par l'intermédiaire de l'oracle, de négliger la géométrie.
Un développement significatif dans la recherche d'une solution au problème a été la découverte par Hippocrate de Chios qu'il équivaut à trouver deux moyennes proportionnelles entre un segment de droite et un segment de longueur double. En notation moderne, cela signifie que, étant donné des segments de longueurs a et b = 2a, la duplication du cube équivaut à trouver des segments de longueurs x et y  tels que {\displaystyle {\frac {a}{x}}={\frac {x}{y}}={\frac {y}{b}}} . 
Ceci équivaut en effet à
{\displaystyle x={\sqrt[{3}]{a^{2}b}}=a{\sqrt[{3}]{2}}}
{\displaystyle y={\sqrt[{3}]{ab^{2}}}=a{\sqrt[{3}]{4}}}.

## Postérité scientifique

Construction de √2 à la règle graduée et au compas. Construire un triangle équilatéral ABC, et le point D symétrique de A par rapport à B ; tracer la droite (DC). De A, mener avec la règle graduée une droite AH de façon qu'elle coupe les droites (DC) en G, et (BC) en H, et que GH soit égale au côté du triangle ABC. Alors GA = √2.

La question intéressa nombre de mathématiciens, par exemple Hippias d'Élis, Archytas de Tarente, Ménechme, Eudoxe de Cnide, Hélicon de Cyzique et Eutocius d'Ascalon. Plusieurs solutions furent proposées par intersection de coniques ou par intersection de figures de l'espace. Archytas, par exemple, proposa d'utiliser l'intersection entre un cylindre, un tore et un cône,.
En 1760, D'Alembert écrit qu'aucune solution plane n'a été trouvée avec la seule utilisation de la règle et du compas.
En 1837, Pierre-Laurent Wantzel établit un théorème donnant la forme des équations des problèmes solubles à la règle et au compas. Il démontre que 3√2 n'est pas constructible : la duplication du cube est donc impossible à réaliser à la règle et au compas. Elle est cependant possible par d'autres méthodes, telles que l'utilisation de la règle graduée et du compas, ou par pliage de papier.